# Feminismo interseccional

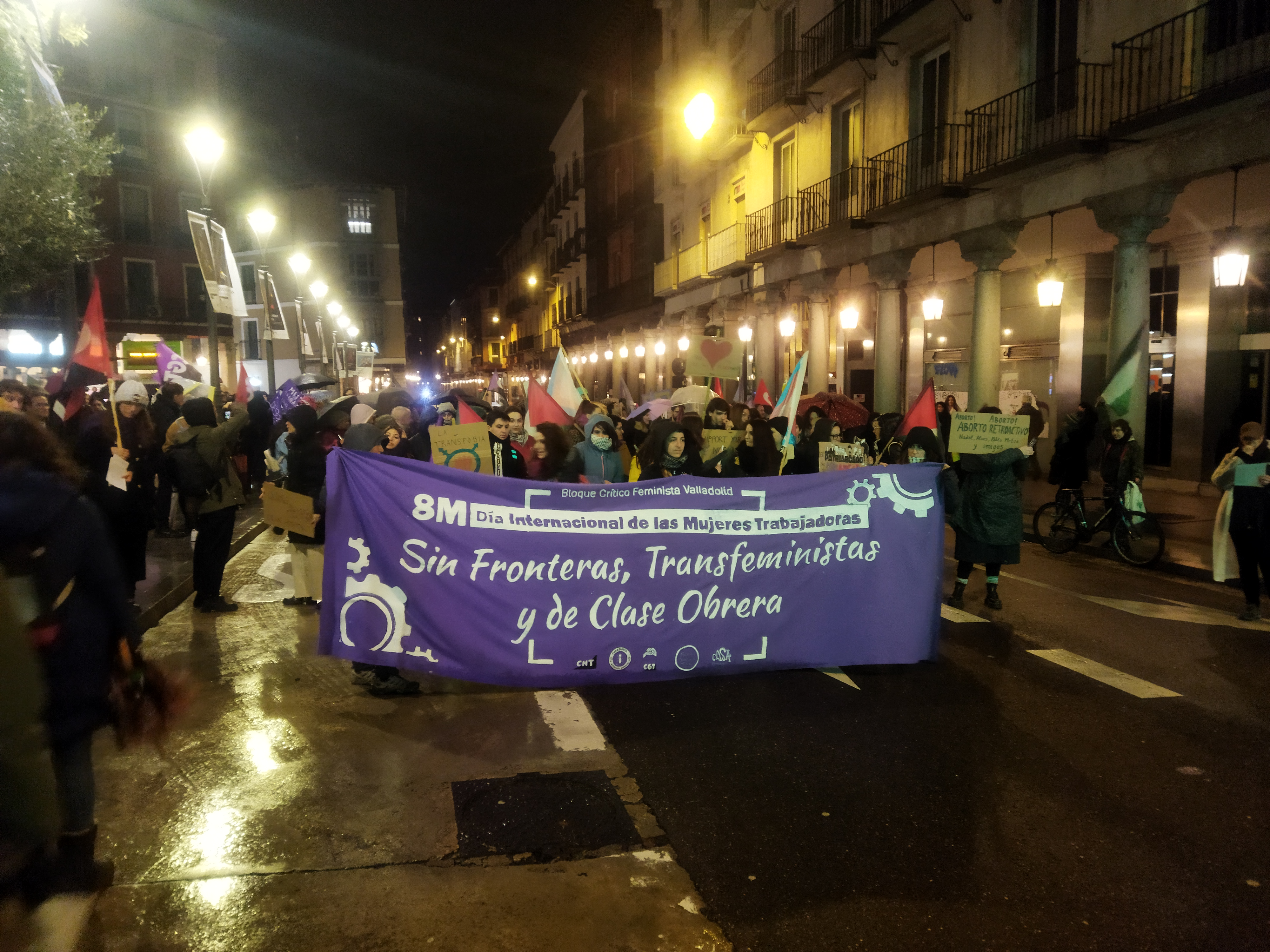
Manifestación por el 8M, Día Internacional de las Mujeres Trabajadoras. Bloque Crítico Feminista en Valladolid, España

El feminismo interseccional es una corriente del feminismo, así como un movimiento político y social, que expone que el género es una categoría que está interrelacionada con la etnia, la clase social, la edad y la orientación sexual. Surgió durante la Tercera Ola del feminismo y busca aplicar al movimiento la complejidad de lo social, las relaciones sociales y las jerarquías de poder y dominación, promoviendo así la igualdad entre hombres y mujeres mediante el estudio cada caso concreto. 
Se asume que, además del género, existen otras discriminaciones en base a los privilegios y la posibilidades de agencia y empoderamiento de los sujetos.
Esta corriente feminista se refiere, por ejemplo, a los techos de cristal, una metáfora para referirse al fenómeno de que las mujeres encuentran más dificultades que los hombres a la hora de acceder a cargos importantes en el mercado laboral.Aquí, la teoría habla de que incluso muchas mujeres bien formadas que, además, han logrado acceder a una profesión con estatus y reconocimiento social, llega un momento en el que se estancan y encuentran barreras en la promoción de su carrera, lo cual se debe al género, pero también a otros factores como la clase o la etnia, que hacen que unas alcancen los puestos de poder a los que han aplicado y otras no.

## Historia
La interseccionalidad se convirtió en uno de los conceptos clave de los feminismos de los últimos tiempos, en estrecha conexión con el desarrollo de las corrientes de la Tercera Ola. Hasta los años 90, el feminismo hegemónico se dirigía a mujeres blancas de clase media, así que el feminismo interseccional trató de introducir en la ecuación realidades mucho más dispares.

Ochy Curiel, en su obra Crítica poscolonial desde las prácticas políticas del feminismo antirracista, explicaba lo siguiente:
Las principales propuestas en ese sentido salen precisamente de las luchas concretas por la descolonización y la lucha contra el apartheid en África y Asia, en los años 50 y 60, de la lucha por los derechos civiles en Estados Unidos y desde un feminismo hecho por mujeres racializadas desde los años sesenta. Es decir, salen de los movimientos sociales y posteriormente se convierten en teorías.

### Afrofeminismo y feminismo decolonial

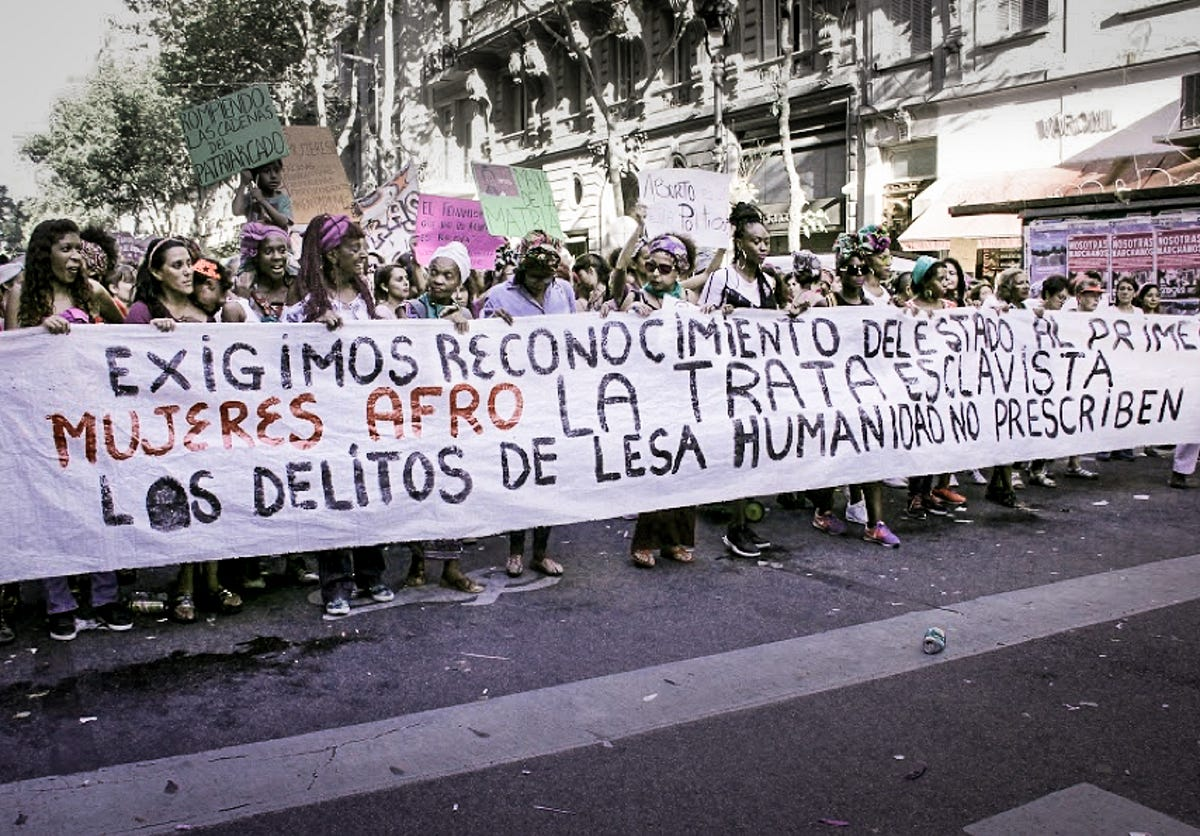
Mujeres africanas y afrodescendientes en una manifestación en contra de la trata de mujeres afro

La primera en utilizar el término "interseccional" con perspectiva de género fue, en 1989, Kimberlé Williams Crenshaw, una académica y profesora estadounidense especializada en el campo de la teoría crítica de la raza. La autora definió la corriente como “el fenómeno por el cual cada individuo sufre opresión u ostenta privilegio en base a su pertenencia a múltiples categorías sociales”. Sin embargo, la idea ya estaba presente con anterioridad y sus inicios se remontaban a la opresión de las mujeres negras: en 1974 el Colectivo Combahee River argumentó que la opresión a las mujeres negras implicaba racismo, sexismo y desigualdad entre clases sociales.La misma crítica que realizaban las afrofeministas, posteriormente, se llevó al movimiento antirracista, donde hasta entonces se menospreciaban los intereses de las mujeres ante la universalización de las reivindicaciones de los hombres afrodescendientes. 
Entre 1990 y el año 2000, con obras como Raza/etnicidad, Clase y Género: Una Antología (1992) y Luchando las Palabras: Mujeres Negras y la búsqueda de Justicia (1998), la socióloga y activista feminista Patricia Hill Collins continuó teorizando sobre el tema y propuso entender los distintos sistemas de opresión como una "matriz de dominación" donde estos interactúan y generan relaciones de interdependencia y constitución de nuevas opresiones. En este sentido, Hill Collins explicaba que “cualquier matriz particular de dominación se organiza a través de cuatro dominios de poder interrelacionados: estructurales, disciplinarios, hegemónicos e interpersonales. Además, introducía la idea de que, en muchas ocasiones, un mismo grupo podía ocupar la posición de opresor y oprimido al mismo tiempo, como es el caso de las mujeres blancas, mujeres burguesas, etc.
Después de las primeras críticas al feminismo imperante en la época, el feminismo poscolonial “reedita un feminismo del “Tercer Mundo”", de tal manera que englobaba "tanto a las mujeres oprimidas por la raza en el “Primer Mundo” como a las mujeres de países descolonizados”.A principios de los 2000, entonces, surgieron los primeros movimientos de feminismo poscolonial, que se enfocaba principalmente las feministas del sureste asiático y africanas, tanto árabes como subsaharianas. Actualmente también se enfoca en mujeres latinoamericanas, en especial hacia las mestizas e indígenas.

### Transfeminismo y roles de género

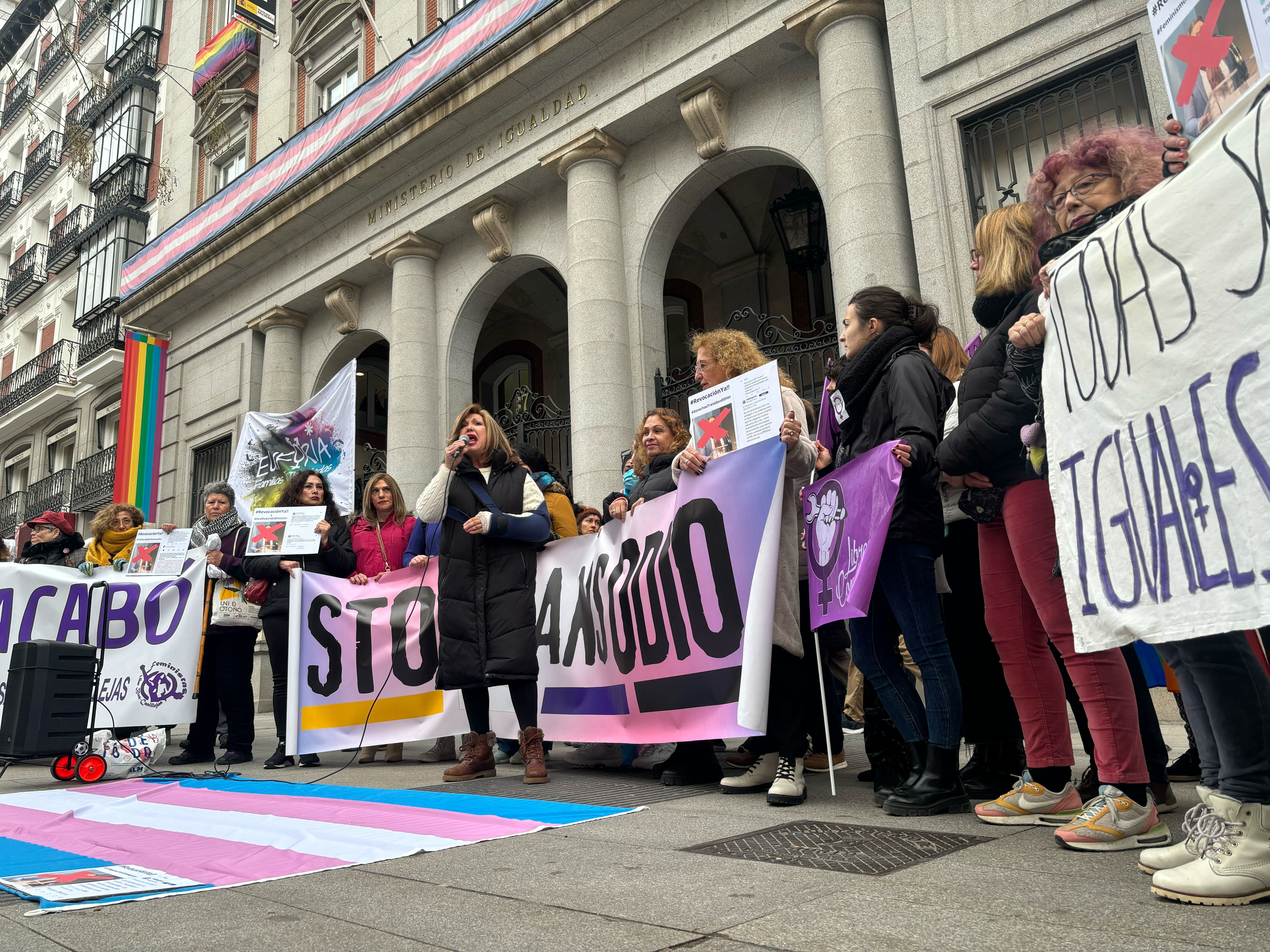
Concentración de mujeres trans en Madrid, a 9 de enero de 2024.

En este contexto de auge del feminismo negro también empezaban a aflorar otras formas de feminismo interseccional, como es el caso del transfeminismo, que actualmente se centra en los derechos de las personas trans. Sus inicios se remontan a 1972, cuando el texto de Ann Oakley, Sex, Gender and Society se sitúa como un antecedente relevante para estudios posteriores al establecer una diferenciación entre el género, para hablar de las pautas de comportamiento culturalmente establecidas en el ámbito de lo femenino y lo masculino y a qué se ajusta cada persona, y el sexo, que se refiere a las diferencias fisiológicas entre hombres y mujeres cis. 
Estas teoría fuero puliéndose hasta que la socióloga estadounidense Judith Butler, considerada una de las teóricas fundacionales de la teoría queer, comenzó a publicar sus primeras obras En el año 1990 sacó El género en disputa: el feminismo y la subversión de la identidad, donde expone "la idea esencialista de que las identidades de género son inmutables y encuentran su arraigo en la naturaleza en el cuerpo o en una heterosexualidad normativa y obligatoria". Con ello, explica que ser "mujer" es una construcción social con unas características determinadas. En base a esto, Butler introduce el término "performatividad de género" para referirse a que tener unos genitales u otros no determina el comportamiento de los sujetos.
En estas primeras teorías sobre feminismo y diversidad sexual y de género, Butler se centra en hacer un crítica de este modelo de mujer como sujeto del feminismo ya que, según ella, responde a las mismas estructuras de poder instauradas por el patriarcado contra el que las feministas luchan. 

También en Estados Unidos, Diana Courvant fue la primera en utilizar el término "transfeminismo" durante un evento en la Universidad de Yale. Ocho años más tarde, esta autora se unió a la activista Emi Koyama para crear la web Trasfeminism.org, cuya finalidad era visibilizar la causa y conocer a otras personas que investigaran acerca de estos temas. Casi al mismo tiempo de la creación de esta web, en 2001, Emi Koyamapublicó el Manifiesto transfeminista para dar a conocer el significado del término y los principios de la lucha. En él, se explicaba el transfeminismo como: 
Un movimiento por y para mujeres trans que consideran que su liberación está intrínsecamente ligada a la liberación de todas las mujeres y más allá. 
A lo que añade: 
Representa a las mujeres trans y no trans por igual y pide a las mujeres que no son trans, que se pongan de pie por las mujeres trans a cambio.

## Feminismos interseccionales
- Feminismo negro
- Feminismo descolonial
- Feminismo gitano
- Feminismo islámico
- Feminismo lésbico
- Transfeminismo